# Europese kampioenschappen jachtgeweer 1957
De Europese kampioenschappen jachtgeweer 1957 waren door de Union Internationale de Tir (UIT) georganiseerde kampioenschappen voor schutters in het kleiduifschieten. De derde editie van de Europese kampioenschappen vond plaats in de Franse hoofdstad Parijs.

## Resultaten

### Trap
| Onderdeel   | Goud          | Zilver         | Brons              |
| ----------- | ------------- | -------------- | ------------------ |
| Individueel | Maurice Tabet | Daniele Ciceri | Allessandro Ciceri |
| Team        | Libanon       | Italië         | BRD                |
| Dames       |               |                |                    |
| Individueel | Brigitte Bar  |                |                    |

### Skeet
| Onderdeel   | Goud         | Zilver       | Brons            |
| ----------- | ------------ | ------------ | ---------------- |
| Individueel | Michel Taris | Waddel Smith | Ludo Sheid       |
| Team        | Frankrijk    | België       | Verenigde Staten |
| Dames       |              |              |                  |
| Individueel | Maeva Wallis |              |                  |

1955 · 1956 · 1957 · 1958 · 1959 · 1960 · 1961 · 1962 · 1963 · 1964 · 1965 · 1966 · 1967 · 1968 · 1969 · 1970 · 1971 · 1972 · 1973 · 1974 · 1975 · 1976 · 1977 · 1978 · 1979 · 1980 · 1981 · 1982 · 1983 · 1984 · 1985 · 1986 · 1987 · 1988 · 1989 · 1990 · 1991 · 1992 · 1993 · 1994 · 1995 · 1996 · 1997 · 1998 · 1999 · 2000 · 2001 · 2002 · 2003 · 2004 · 2005 · 2006 · 2007 · 2008 · 2009 · 2010 · 2011 · 2012 · 2013 · 2014 · 2015 · 2016 · 2017 · 2018 · 2019 · 2020 · 2021 · 2022 · 2023 · 2024 ·